# Институт вычислительного моделирования СО РАН
Институт вычислительного моделирования СО РАН (ранее Вычислительный центр Сибирского отделения АН СССР — ВЦК СО АН СССР) — один из институтов Красноярского научного центра Сибирского отделения Российской академии наук. Расположен в Красноярске.

## Общие сведения
Основными направлениями научной деятельности института является разработка методов математического моделирования и интеллектуальные информационные системы.
За Институтом закреплено научное направление «Информационно-вычислительное моделирование сложных процессов и систем», включающее в себя три раздела:
- математическое моделирование и анализ природных, социальных и технологических процессов с применением высокопроизводительных вычислительных комплексов новых поколений;
- теоретическое и экспериментальное обеспечение разработки перспективных космических технологий и техники;
- создание информационно-управляющих систем на основе интеграции технологий обработки данных, геоинформационного моделирования и поддержки решений.

## История
- 1 января 1975 года — Вычислительный центр Сибирского отделения Академии наук СССР (ВЦК СО АН СССР).
- с 1997 года — Институт переименован в Институт вычислительного моделирования Сибирского отделения Российской академии наук (ИВМ СО РАН)
- В 2016 году Институт вошёл в состав Федерального исследовательского центра «Красноярский научный центр Сибирского отделения Российской академии наук» (ФИЦ КНЦ СО РАН) в качестве обособленного подразделения — Институт вычислительного моделирования Сибирского отделения Российской академии наук (ИВМ СО РАН).

## Структура
- Отдал Информационно-вычислительного моделирования (создан в 2018 г.)
- Отдел Вычислительной математики (создан в 1982 г.)
- Отдел Информационно-телекоммуникационных технологий (создан в 1999 г.)
- Отдел Технологий мониторинга природной среды
- Отдел Вычислительной механики деформируемых сред (создан в 1982 г.)
- Отдел Дифференциальных уравнений механики (создан в 1990 г.)
- Отдел Вычислительной физики (создан в 1984 г.)
- Отдел Прикладной информатики
- Отдел Красноярского математического центра

## Дирекция
- Директор (с 1990 по 2016 год, с 2022 по н.в.) — Шайдуров, Владимир Викторович, член-корреспондент РАН, профессор, доктор физико-математических наук[1].
- Директор (с 2016 по 2022 год) — Садовский, Владимир Михайлович, член-корреспондент РАН, профессор, доктор физико-математических наук.